# Idris Koszkunow
Idris Koszkunow (ros. Идрис Кошкунов, ur. 1897 w miasteczku Uzun-Bułak w obwodzie siemirieczeńskim, zm. 1943 w obwodzie archangielskim) – radziecki polityk, działacz partyjny.

## Życiorys
Urodził się w rodzinie kazachskich robotników rolnych. W 1917 skończył szkołę gospodarstwa wiejskiego w Żarkencie, 1917-1919 wchodził w skład prezydiów kolejno trzech wiejskich komitetów rewolucyjnych, 1919-1920 służył w Armii Czerwonej. Od 1920 należał do RKP(b), 1920-1921 był sekretarzem trzech komitetów rewolucyjnych, w 1921 został zastępcą przewodniczącego i potem przewodniczącym powiatowo-miejskiego komitetu rewolucyjnego w Żarkencie, po czym pełnił funkcję przewodniczącego Komitetu Wykonawczego Rady Powiatowo-Miejskiej w Żarkencie. W 1924 został przewodniczącym Komitetu Wykonawczego Dżetysujskiej Rady Gubernialnej, 1926-1938 był przewodniczącym Komitetu Wykonawczego Aktiubińskiej Rady Gubernialnej, 1928-1930 przewodniczącym Komitetu Wykonawczego Akmolińskiej Rady Okręgowej, a 1930-1932 zastępcą przewodniczącego Kazachskiej Krajowej Komisji Kontrolnej WKP(b) i jednocześnie zastępcą ludowego komisarza inspekcji robotniczo-chłopskiej Kazachskiej ASRR. W 1932 był przewodniczącym Biura Organizacyjnego Prezydium CIK Kazachskiej ASRR na obwód karagandyjski, od 1932 do lipca 1933 przewodniczącym Komitetu Wykonawczego Karagandyjskiej Rady Obwodowej, a od lipca 1933 do 1934 przewodniczącym Komitetu Wykonawczego Zachodniokazachstańskiej Rady Obwodowej. W 1934 został zastępcą ludowego komisarza rolnictwa Kazachskiej ASRR, 1935-1937 był zastępcą pełnomocnika Komisji Kontroli Partyjnej przy KC WKP(b) na Kazachską ASRR/Kazachską SRR, a 1937-1938 głównym arbitrem przy Radzie Komisarzy Ludowych Kazachskiej SRR. Był członkiem Centralnego Komitetu Wykonawczego (CIK) ZSRR 2 kadencji i zastępcą członka CIK ZSRR 3 i 4 kadencji.
27 marca 1938 został aresztowany podczas wielkiego terroru, a 26 października 1940 skazany na 8 lat pozbawienia wolności. Umarł w łagrze w obwodzie archangielskim.